# Novosokólniki
Novosokólniki (del ruso: Новосокольники) es una ciudad del óblast de Pskov en Rusia, centro administrativo del raión homónimo. Está situada a orillas del río Mali Udrai, a 287 km al sur de Pskov. Contaba con 8.896 habitantes en 2010.

## Historia
Novosokólniki fue fundada en 1901 con motivo de la construcción del ferrocarril Moscú-Riga. Su nombre deriva del pueblo de Sokólniki situado a 10 km de la ciudad actual. Es actualmente la unión de dos vías férreas, la mencionada anteriormente, y la San Petersburgo-Kiev. Tiene estatus de ciudad desde 1925.
En la Segunda Guerra Mundial, Novosokólniki fue tomada por las tropas alemanas el 25 de julio de 1941, y liberada por el Ejército Rojo el 29 de enero de 1944 por las tropas del 2º Frente del Báltico, en el marco de la Ofensiva Leningrado-Nóvgorod.

## Demografía
| 1939  | 1959  | 1970  | 1979   | 1989   | 2002  | 2008  |
| ----- | ----- | ----- | ------ | ------ | ----- | ----- |
| 9 000 | 9 500 | 9 700 | 10 100 | 10 700 | 9 757 | 9 029 |

## Cultura y lugares de interés
En el cercano pueblo de Nóvoye, se encuentra la iglesia de la Madre de Dios del monasterio de las Cuevas de Kiev (del ruso: церковь Киево-Печёрской Богоматери). Asimismo, en los alrededores de la ciudad, se encuentra las ruinas del castro-fortaleza de Ostri de entre los siglos XII y XIII.

## Infraestructura
Cerca de Novosokólniki se encuentra una torre de 360 m de altura, construida en 1995, para la difusión de la radio VHF y televisión.

## Industria
En adición a las compañías dedicadas al tráfico de mercancías del ferrocarril, existen en Novosokólniki empresas del sector textil y alimenticio.

## Galería

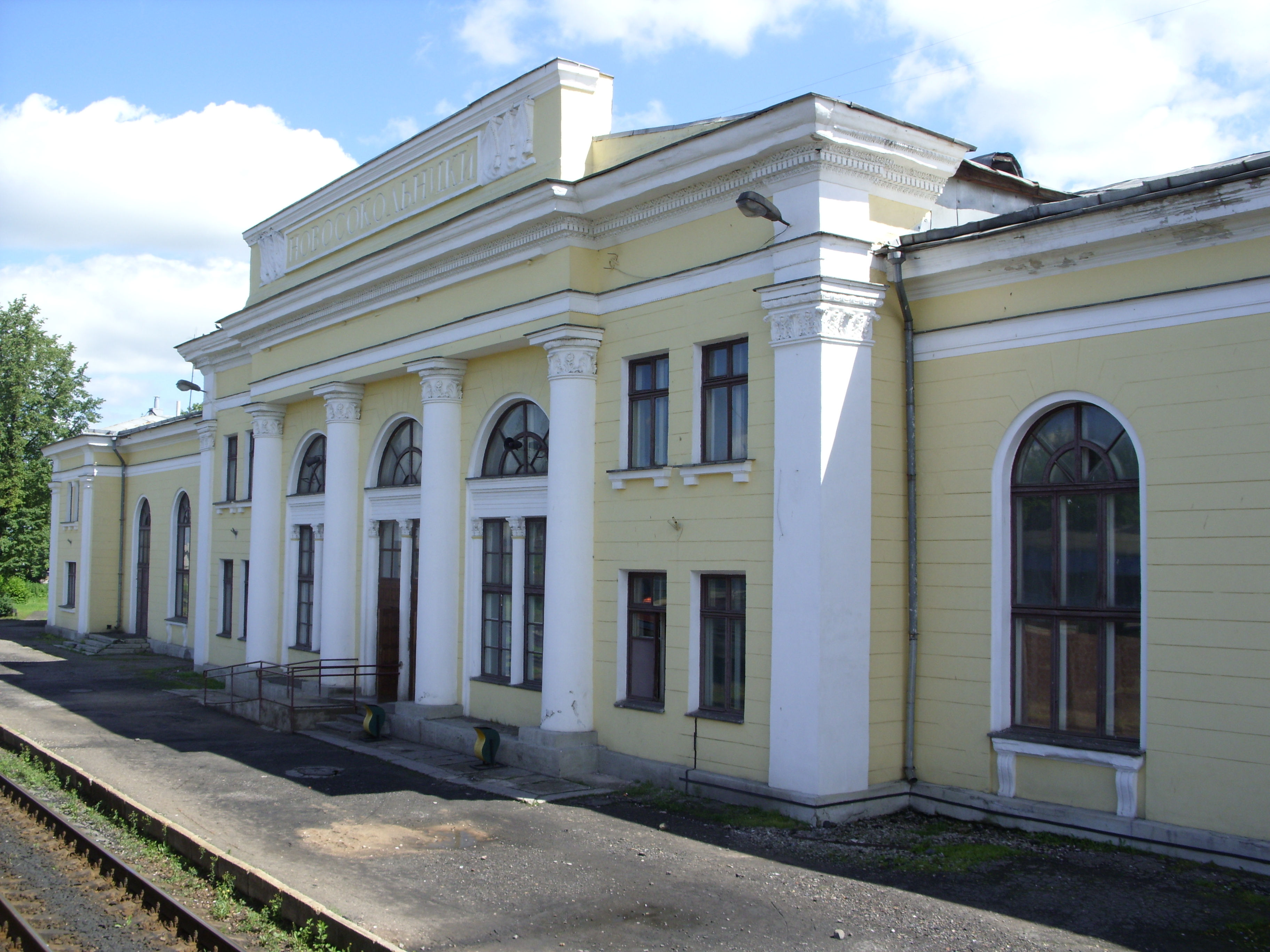
Estación de ferrocarril de Novosokólniki.